# هيرو تاكاهاشي
هيرو تاكاهاشي (باليابانية: 高橋ひろ) هو مغن مؤلف وملحن ومغني ياباني، ولد في 10 أغسطس 1964 في طوكيو في اليابان، وتوفي في 4 نوفمبر 2005 بسبب متلازمة الاختلال العضوي المتعدد.

## وصلات خارجية
- هيرو تاكاهاشي على موقع ميوزك برينز (الإنجليزية)
- هيرو تاكاهاشي على موقع أول ميوزيك (الإنجليزية)
- هيرو تاكاهاشي على موقع ديسكوغز (الإنجليزية)
- هيرو تاكاهاشي على موقع ANN person (الإنجليزية)